# Escolta
Escolta é uma operação militar que tem por objeto a guarda de determinado comboio, logística ou unidade, frota, mercante e importante.